# Eupoecilia neurosema
Eupoecilia neurosema es una especie de polilla del género Eupoecilia, familia Tortricidae.
Fue descrita científicamente por Meyrick en 1938.

## Distribución
Se encuentra en Papúa Nueva Guinea.